# San Francisco Museum of Modern Art

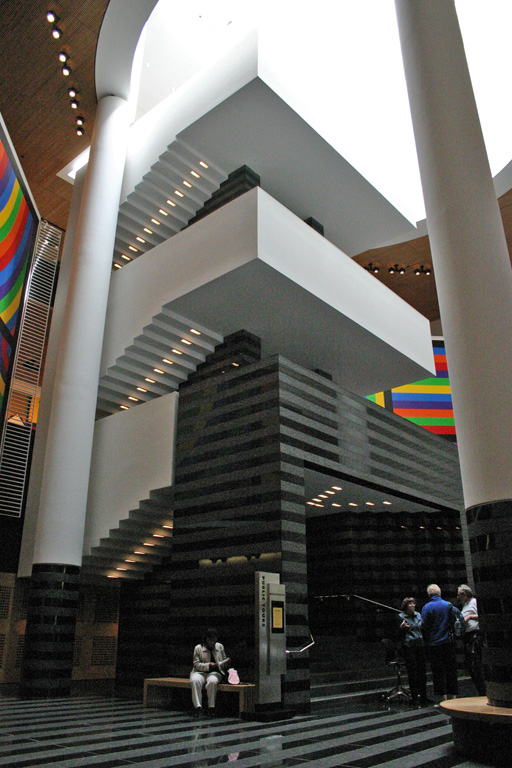
Atriet i San Francisco Museum of Modern Art.

San Francisco Museum of Modern Art är ett konstmuseum i San Francisco i Kalifornien.
Museets samlingar omfattar mer än 26 000 målningar, skulpturer, fotografier, konsthantverksartiklar och andra konstverk. Byggnaden är ritad av den schweiziske arkitekten Mario Botta.

## Historik
San Francisco Museum of Modern Art grundades 1935. En donation på 36 verk av Albert M. Bender, i vilken ingick Diego Riveras Blomsterbäraren från 1935, utgjorde basen för museets permanenta utställning. Bender donerade senare under sin levnad mer än 1 100 konstföremål till museet och också medel till museets första inköp.
Museet flyttade in i sina nuvarande lokaler vid Tredje gatan i South of the Market-distriktet i januari 1995.

## Samlingar
Museet har i sina samlingar centrala verk av bland annat Andy Warhol, Jackson Pollock, Richard Diebenkorn, Clyfford Still, Henri Matisse, Salvatore Garau, Paul Klee, Marcel Duchamp och Ansel Adams. 

### Urval av verk på museet
- Ocean Park nr 54 av Richard Diebenkorn
- Boet av Louise Bourgeois
- Frieda och Diego Rivera av Frida Kahlo
- Utan titel av Robert Rauschenberg
- 1947-S av Clyfford Still
- Sex självporträtt av Andy Warhol
- Min mor poserande för mig av Larry Sultan
- Utan titel, Memphis av William Eggleston
- Where There's Smoke Zig Zag chair (Rietveld) av Maarten Baas
- Living Pictures / Men in Gold av Sylvie Blocher
- Three screen ray av Bruce Conner
- Video Quartet av Christian Marclay

### Fotogalleri

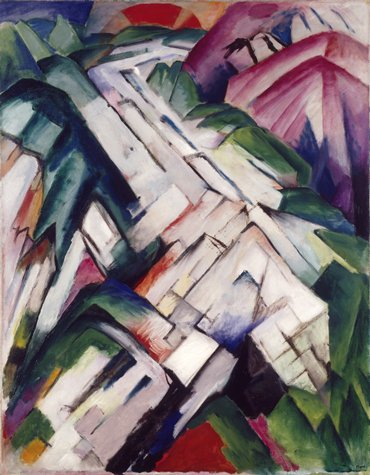
Franz Marc, Berg (1911–1912).
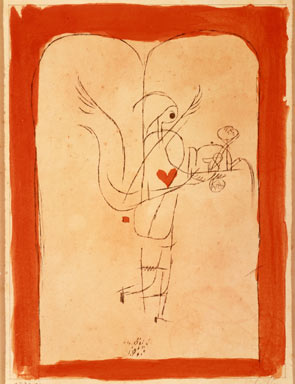
Paul Klee, En ande serverar en liten frukost (1920).
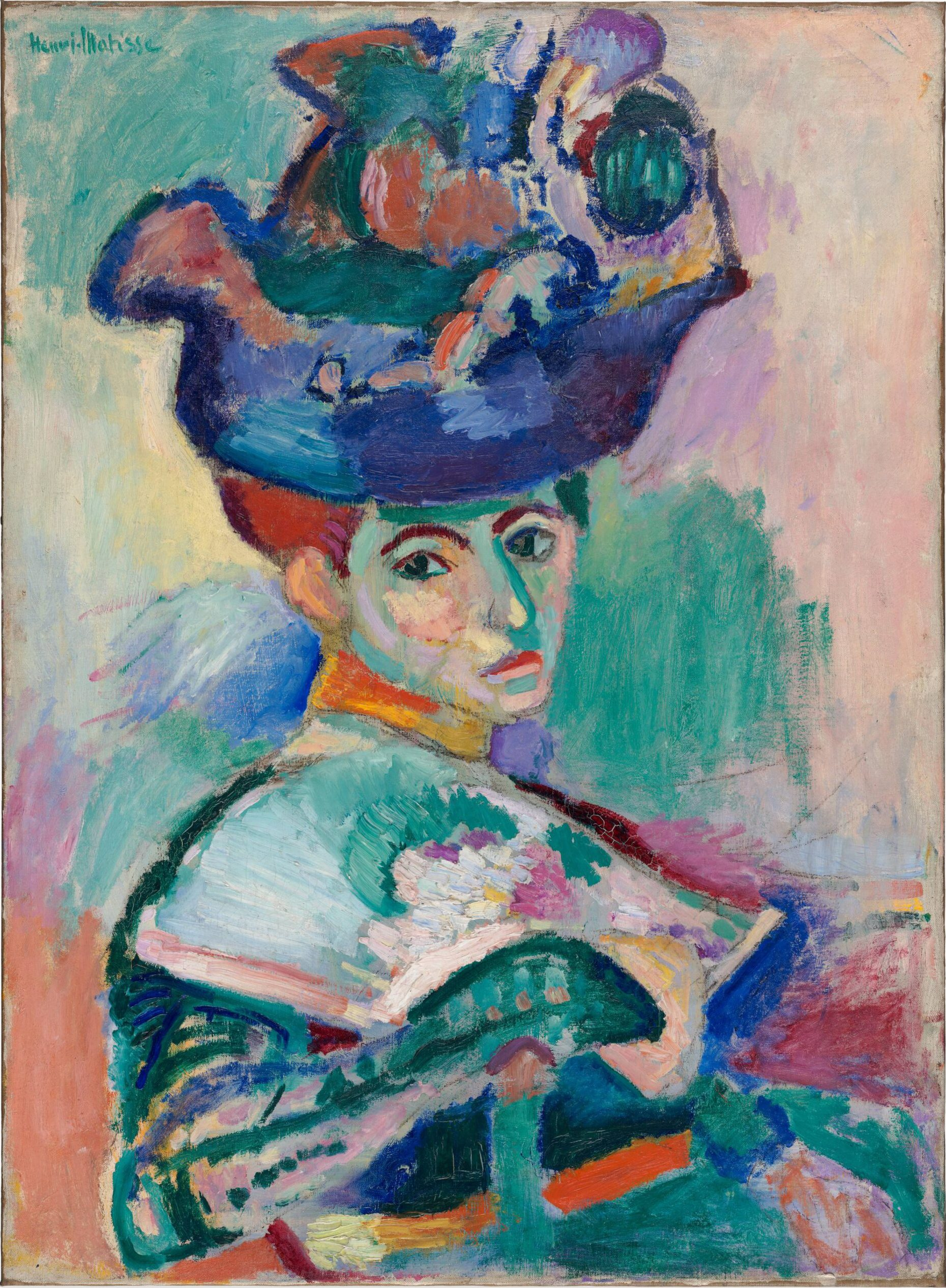
Henri Matisse, Kvinna med hatt (1905).